# Andrew Paulson
Andrew Paulson (13 de noviembre de 1958 - 18 de julio de 2017) fue un empresario estadounidense. Era el hijo del famoso profesor estadounidense Ronald Paulson. Su carrera empresarial se desarrolló principalmente en Rusia.
Poco después de la crisis financiera rusa de agosto de 1998, Paulson, junto con Anton Kudryashov e Ilya Tsentsiper, fundó Afisha, una revista de entretenimiento y listados que se convirtió en la piedra de toque cultural de Moscú y San Petersburgo. En 2006, Paulson y Alexander Mamut fundaron SUP Media, que se convirtió en la mayor empresa de medios en línea de Rusia, formada por LiveJournal.
Paulson murió el 18 de julio de 2017 de cáncer de pulmón a la edad de 59 años.